# Пиер Безухов
Граф Пьотр „Пиер“ Кирилович Безухов (на руски: Пьер Безухов, Пётр Кириллович Безухов) е главен герой в романа „Война и мир“ на Лев Толстой. Той е любимецът, измежду няколко незаконно родени синове на богатия благородник граф Кирил Владимирович Безухов.
В началото на романа, Пиер е млад мъж, който се е завърнал в Русия, в търсене на кариера след завършването на задграничното си обучение. Той е изобразен като странен и не на място в руското висше общество, в чиито кръгове започва да се придвижва. Пиер, въпреки че е интелигентен, не е воден от разума, за разлика от своя приятел, принц Андрей Николаевич Болконски. Липсата му на посока го води до присъединяване към група своенравни младежи, чиито шеги и тежко пиянство причиняват леки скандали. След една особено възмутителна шега, в която един мъж е завързан за гърба на мечка и хвърлен в реката, Пиер е изгонен от Санкт Петербург.
Животът на Пиер се променя, след като той става единствен наследник на огромното имение на баща си и неговата позиция в обществото се променя от незаконен син в новия граф Безухов. Неговата неспособност да контролира емоциите и сексуалните си страсти водят до брак с безразличната, но физически красивата принцеса Елена, който нейният себичен баща, принц Василий, е уредил, за да си осигури достъп до новопридобитото богатство на Пиер. Елена не е влюбена в Пиер и има любовници. От ревност, Пиер застрелва нейния предполагаем любовник Долохов в дуел, след това напуска Елена, за да стане масон, но впоследствие се разочарова в идеала на това общество. Неговото лудешко бягство в Москва и последвалото обсебване, че е предопределен да бъде убиецът на Наполеон, показва неговата податливост на импулси. Все пак неговото търсене на смисъл в живота си и как да преодолее своите емоции са основна тема в романа. Неговият вероятен брак с Наташа Ростова е може би кулминацията на един живот, изпълнен с морално и духовно търсене.
Даниел Ранкур-Лафериер нарича Пиер „един от най-известните герои в световната литература“, Мириам-Уебстър го нарежда измежду „най-атрактивните и симпатични герои в литературата“, а М. Кейт Буукър описва Пиер като един от „най-запомнящите се персонажи“ на Толстой.